# Tryggvi il Pretendente
Tryggvi il Pretendente (lingua norrena Tryggvi Ólafsson, norvegese Tryggve Olavsson) (... – 1033) è stato un capo vichingo che visse all'inizio dell'XI secolo, originario dell'"ovest oltre il mare" (probabilmente dagli insediamenti norreni d'Inghilterra e Irlanda).
La sua storia appare nella Heimskringla di Snorri Sturluson, nella saga Morkinskinna e nella Óláfs saga Tryggvasonar scritta da Oddr Snorrason.

## Invasione della Norvegia
Secondo la Heimskringla, nel 1033, durante il regno di Norvegia del figlio di Canuto il Grande, Sveinn Alfífuson, Tryggvi invase la Norvegia. Dichiarò di essere il figlio di Olaf Tryggvason e della moglie Gyda. I suoi nemici si fecero beffe di queste pretese, affermando che Tryggvi era invece il figlio bastardo di un sacerdote; comunque, Snorri Sturluson fa riferimento ai parenti di Olaf a Viken come "parenti" di Tryggvi. Inoltre, l'autore del Morkinskinna assegna ad Harald III di Norvegia una parentela con l'allora deceduto Tryggvi, specificando che almeno alcuni credevano alle rivendicazioni di Tryggvi.
Quando fu detto a Sveinn Alfífuson ed alla madre Ælfgifu di Northampton che l'invasione di Tryggvi era imminente, essi convocarono i proprietari terrieri di Hålogaland e di Trondheim per riunire l'esercito reale ed opporsi a Tryggvi. Il jarl Einar Tambarskjelve, arrabbiato per le regole del governo di Canuto, rimase a casa e si rifiutò di combattere per Sveinn. Allo stesso modo, anche i potenti Kalf Arnason ed i fratelli non si schierarono con Sveinn.
Sveinn Alfífuson ed i suoi uomini si diressero a sud verso Agder, credendo che Tryggvi stesse tentando di superare Skagerrak per unirsi ai suoi sostenitori di Viken. Tryggvi, invece, sbarcò a Hordaland, e da qui navigò verso Rogaland per attaccare la marina di Sveinn. Le due flotte si incontrarono al largo dell'isola di Bokn, dove solo pochi anni prima Erling Skjalgsson era stato sconfitto ed ucciso.
Durante la battaglia, secondo quanto riferito da Snorri, Tryggvi lanciò giavellotti verso i nemici con entrambe le mani contemporaneamente, cosa per cui Olaf Tryggvason era famoso. Nel farlo esclamò "Così mi insegnò mio padre a parlare ai fedeli in chiesa", citando nel contempo la sua discendenza da re Olaf e facendosi beffe dell'opinione dei nemici secondo i quali suo padre sarebbe stato un sacerdote. Nonostante la sua celebrata potenza, l'esercito di Tryggvi fu sopraffatto dalla flotta di Sveinn Alfífuson, e lo stesso Tryggvi fu ucciso.
Un racconto conservato nel Morkinskinna afferma che Tryggvi fu alla fine ucciso da un contadino dopo la battaglia. Molti anni dopo, quando Harald Hardrada fu re di Norvegia, si recò sul campo di battaglia. Il re incontrò un vecchio amico che gli parlò di colui che venne indicato come assassino. Dopo aver posto domande a colui che si diceva fosse l'assassino, e dopo aver ascoltato la sua confessione, re Harald lo fece impiccare, citando il legame familiare tra lui e Tryggvi ed il suo dovere di vendicare la morte di quest'ultimo.

## Heimskringla

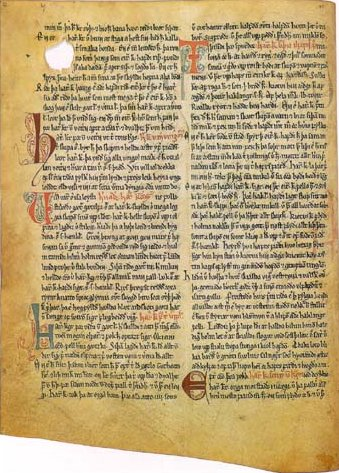
Pagina del manoscritto dellHeimskringla

Una famosa poesia, Tryggvaflokkr, fu scritta riguardo a Tryggvi. Estratti del poema, solitamente attribuiti al poeta di corte di Canuto chiamato Sighvat Thordarson, sono conservati nell'Heimskringla
Un'altra poesia della Heimskringla, scritta da uno scaldo sconosciuto, cita la battaglia contro Tryggvi.